# Zagreus bimaculosus
Zagreus bimaculosus es un género de insecto de la familia Coccinellidae.

## Etimología
En la religión órfica, Zagreo (en griego antiguo Ζαγρεύς Zagreús) es un avatar del Dioniso místico, dios del vino, en quien se reencarnó.
prefijo bi- significa doble o dos.
maculoso, maculosa: 1. adj. p. us. Lleno de manchas.

## Nombres comunes
Vaquita de San Antonio, mariquita, chinita, nombres también dados a otras especies de la familia.

## Características
Cuerpo semicircular de color rojo o amarronado con 2 manchas negras circulares posteriores, una por cada ala dura (élitros), el apéndice que cubre su cabeza (pronoto) es de color negro con bordes  anteriores de color rojizo. Su tamaño oscila entre los 3,7 a 5,9 mm. Posee un par de antenas cortas abultadas en el extremo.

## Comportamiento
Es una excelente depredadora de pulgones (afidófago).

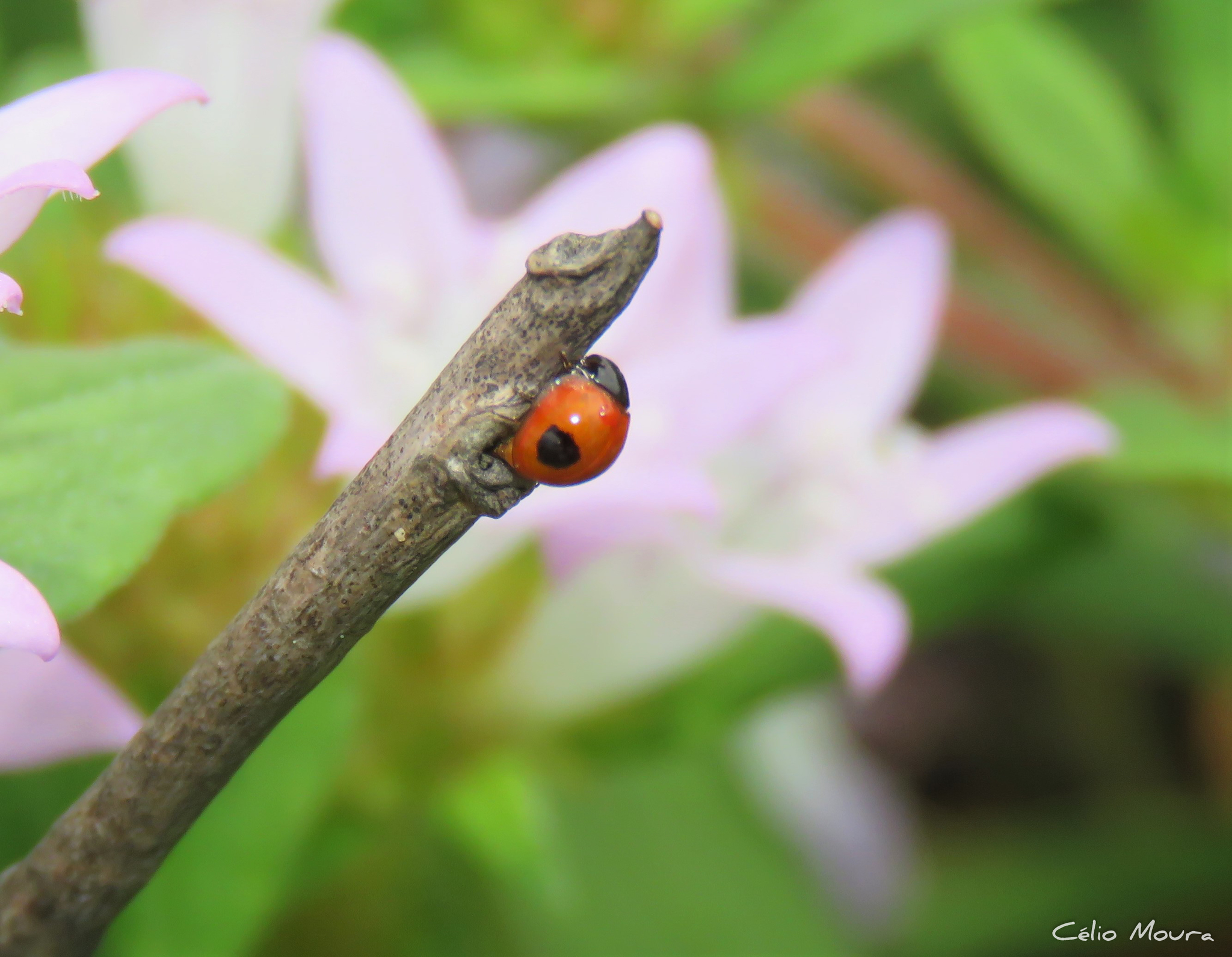
Zagreus bimaculosus

## Distribución
Argentina (Córdoba, Corrientes, Chaco, Entre Ríos, Misiones, Salta y Tucumán). Bolivia, Brasil, Colombia, Guayana Francesa, Paraguay, Venezuela, Uruguay.

## Ecología
Es carnívora y muy voraz, por eso es una aliada de la agricultura pues ayuda a controlar otros insectos como pulgones y cochinillaslas. Muy activa en primavera y verano, mientras que en las estaciones frías se agrupan en troncos o huecos.